# Wayne County, North Carolina
Wayne County är ett administrativt område i delstaten North Carolina, USA, med 122 623 invånare. Den administrativa huvudorten (county seat) är Goldsboro. 

## Geografi
Enligt United States Census Bureau har countyt en total area på 1 442 km². 1 431 km² av den arean är land och 11 km² är vatten.

### Angränsande countyn
- Wilson County - norr
- Greene County - nordöst
- Lenoir County - sydöst
- Duplin County - söder
- Sampson County - sydväst
- Johnston County - väster

### Orter
- Brogden
- Elroy
- Eureka
- Fremont
- Goldsboro (huvudort)
- Mar-Mac
- Mount Olive (delvis i Duplin County)
- Pikeville
- Seven Springs
- Walnut Creek